# Melles
Melles es una comuna francesa, situada en el departamento de Haute-Garonne y la región Midi-Pyrénées.
A sus habitantes se les denomina los "Mellois".

## Geografía
Comuna situada en los Pirineos en Comminges a 38 km al Sureste de Saint-Gaudens
Pequeña localidad de montaña en la frontera española (Valle de Arán).

## Historia
País de los osos : comuna de reintroducción de los osos Ziva, Melba en 1996 y de Pyros en 1997.

## Demografía
| Años de censo de la población | 1962 | 1968 | 1975 | 1982 | 1990 | 1999 |
| Habitantes del pueblo         | 218  | 183  | 162  | 115  | 109  | 104  |

## Lugares y monumentos
- Jardín Botánico del Pirineo de Melles
- Escalada en montaña
- En esta zona se encuentran albergues de montaña , así como numerosas casas rurales